# Federico Phillips
Federico Philipps Pardo de Figueroa fue un abogado y político peruano. 
Nació en la provincia de Yungay en 1850. Sus padres fueron el escocés Esteban Philipps y la dama yungaína Biviana Pardo de Figueroa. Cursó sus estudios superiores en la Universidad de San Marcos en Lima graduándose primero como profesor y luego de abogado. Luego fue nombrado Rector del colegio de la provincia de Huaylas en 1875.
En 1881, como diputado titular por la provincia de Huaylas, departamento de Ancash, y como diputado suplente por la provincia de Jauja, departamento de Junín, formó parte de la Asamblea Nacional de Ayacucho convocada por Nicolás de Piérola luego de la Ocupación de Lima durante la Guerra del Pacífico. Este congreso aceptó la renuncia de Piérola al cargo de Dictador que había tomado en 1879 y lo nombró presidente provisorio. Sin embargo, el desarrollo de la guerra generó la pérdida de poder de Piérola por lo que este congreso no tuvo mayor relevancia.
El 5 de junio de 1885 fue nombrado juez de primera instancia de Tarma. En 1895 fue elegido como senador por el departamento de Junín. Durante su gestión llegó a ser secretario de su cámara. En 1896 contrajo matrimonio con la dama tarmeña Doña Manuela Bermúdez Aveitua. En Tarma fue el primer Presidente del Colegio de Abogados y Presidente del Club de Tiro. Desde 1900 desempeñó el cargo alcalde de la provincia de Tarma.  Se trasladó a Lima en 1910, donde fue socio activo de la Sociedad Geográfica de Lima llegando a publicar en sus boletines (tomos XXVII Y XXIX) la “Monografía de Tarma” en los años 1911 a 1913.
Falleció en Tarma el 4 de marzo de 1928, donde se encuentra sepultado. 